# Andarpā
Andarpā (persiska: اندرپا) är en ort i Iran.   Den ligger i provinsen Markazi, i den centrala delen av landet, 250 km sydväst om huvudstaden Teheran. Andarpā ligger 2 247 meter över havet och antalet invånare är 144.
Terrängen runt Andarpā är huvudsakligen kuperad, men österut är den platt. Terrängen runt Andarpā sluttar österut.Runt Andarpā är det ganska tätbefolkat, med 67 invånare per kvadratkilometer. Närmaste större samhälle är Varcheh, 5,9 km öster om Andarpā. Trakten runt Andarpā består i huvudsak av gräsmarker.